# Unity (подводный кабель)
Unity — кодовое имя транстихоокеанского подводного коммуникационного кабеля. Это первый случай в истории, когда интернет-компания инвестирует средства в межконтинентальные каналы связи. Кабель протяжённостью 10 000 км связал тихоокеанское побережье США с Японией. Оптический кабель имеет 5 волокон, каждое волокно имеет пропускную способность в 960 Гбит/с, количество волокон можно будет увеличить до 8. Общая пропускная способность канала составит 7.68 Тбит/с. Вместе с Google совладельцами магистрали стали ещё пять телекоммуникационных компаний.

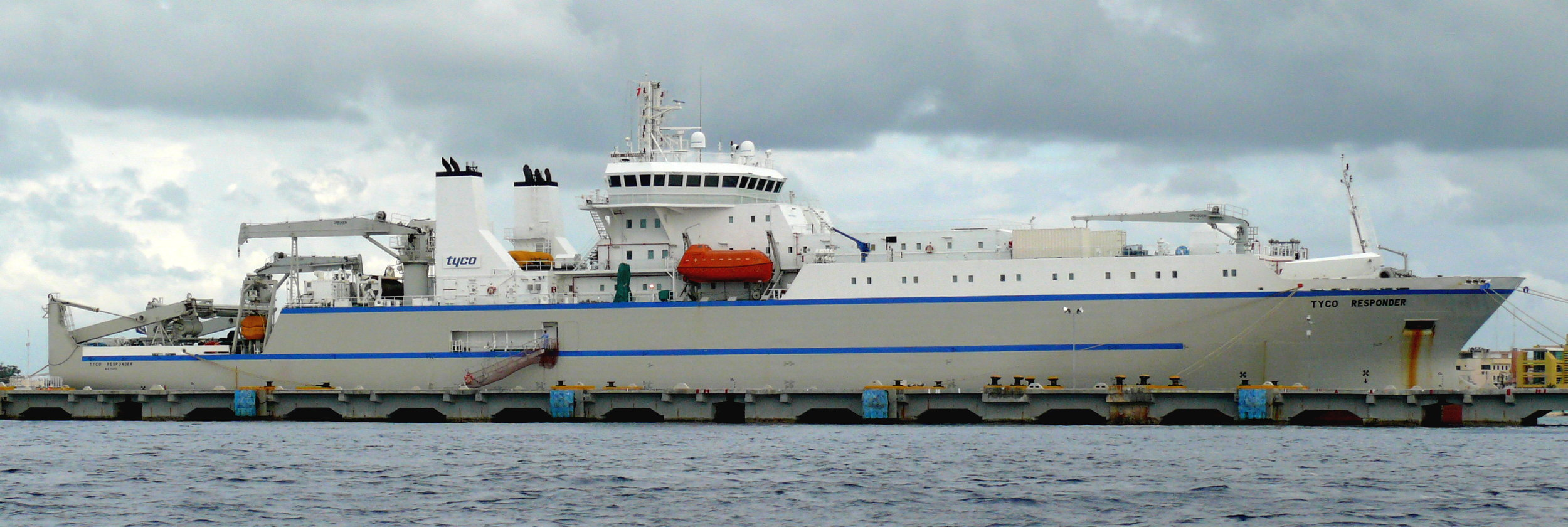
Укладчик подводного кабеля «Tyco Responder»

В июне 2008 подрядчики NEC и Tyco International начали работу.
В декабре 2009 кабель был проложен и подключен, после чего начался процесс тестирования.
1 апреля 2010 — Международный консорциум Unity заявил о завершении тестирования подводного коммуникационного кабеля и о его готовности к работе.